# L'Horoscope de Jésus-Christ
Pour plus de détails, voir Fiche technique et Distribution.
L'Horoscope de Jésus-Christ (Jézus Krisztus horoszkópja) est un film hongrois réalisé par Miklós Jancsó, sorti en 1989. Il est présenté en sélection officielle au Festival international du film de Moscou 1989.

## Synopsis
Jozef K., un poète déplore les trahisons du communisme et se rend à des réunions d'opposition. Un soir, en rentrant chez lui, il retrouve son amante Márta, morte dans la cuisine. Il découvre que c'est Kata, une autre amante, qui l'a tuée pour qu'il soit accusé du meurtre. Avec Juli, sa plus jeune amante, il essaie de se réfugier chez un ami. Mais ils sont attaqués par un groupe et Jozef K. est tué. D'étranges personnages avec des parapluies prennent alors en charge Juli et essaient d'effacer chez elle le souvenir de Jozef K. Celle-ci tente de se le remémorer, mais sa maison est introuvable et les bases de données informatiques ne trouvent aucune trace de lui. Jozef K. n'a jamais existé.

## Fiche technique
- Titre : L'Horoscope de Jésus-Christ
- Titre original : Jézus Krisztus horoszkópja
- Réalisation : Miklós Jancsó
- Scénario : Miklós Jancsó et Gyula Hernádi
- Musique : László Dés, István Márta et György Vukán
- Photographie : János Kende
- Montage : Zsuzsa Csákány
- Société de production : Budapest Filmstúdió
- Pays d'origine : Hongrie
- Format : Couleurs - 35 mm
- Genre : drame
- Durée : 90 minutes
- Dates de sortie : 
  -  Hongrie : 12 octobre 1989

## Distribution
- Juli Básti : Juli
- György Cserhalmi : Jozef K.
- Ildikó Bánsági : Márta
- Dorottya Udvaros : Kata
- András Bálint : Nyomozó
- László Gálffi : Nyomozó
- András Kozák : inspecteur
- Ottilia Borbáth : Matild
- Júlia Baló : reporter
- György Fehér : Merse Zoltán

## Distinctions
Le film a été présenté en sélection officielle en compétition au Festival international du film de Moscou 1989.